# José Domingo Choquehuanca (distrito)
José Domingo Choquehuanca é um distrito do Peru, departamento de Puno, localizada na província de Azángaro.

## Transporte
O distrito de José Domingo Choquehuanca é servido pela seguinte rodovia:
- PU-117, que liga a cidade de Santiago de Pupuja  ao distrito
- PE-3SH, que liga o distrito de Asillo à cidade de Pucará
- PE-3S, que liga o distrito de La Oroya à Ponte Desaguadero (Fronteira Bolívia-Peru) - e a rodovia boliviana Ruta 1 - no distrito de Desaguadero (Região de Puno)[1][2][3]